# Crassostrea
Crassostrea là một chi hàu thực thụ trong họ Ostreidae, chi này chứa đựng nhiều loài có giá trị làm thực phẩm.

## Các loài
- Crassostrea (Sacco 1897)[1]
  - †Crassostrea alabamiensis (Lea 1833)
  - Crassostrea amasa (Iredale 1939) (syn. Saccostrea scyphophilla)[1]
  - Crassostrea angulata (Lamarck 1819) – Portuguese oyster
  - Crassostrea ariakensis (Fujita 1913) – Suminoe oyster[1]
  - †Crassostrea ashleyi (Hertlein 1943) (syn. Ostrea arnoldi)
  - Crassostrea belcheri (G.B. Sowerby II 1871)[1]
  - Crassostrea bilineata (Röding 1798)[1]
  - Crassostrea brasiliana (Lamarck 1819) (syn. C. brasiliensis)[1]
  - †Crassostrea cahobasensis (Pilsbry and Brown 1910)
  - Crassostrea chilensis (Philippi 1845)
  - Crassostrea columbiensis (Hanley 1846)[1]
  - †Crassostrea contracta (Conrad 1865)
  - Crassostrea corteziensis (Hertlein 1951)
  - †Crassostrea cucullaris (Lamarck 1819)
  - Crassostrea cucullata (Born) (syn. Saccostrea cucullata)[1]
  - †Crassostrea cuebana (Jung 1974)
  - Crassostrea dactylena (Iredale 1939)[1]
  - Crassostrea echinata (Quoy & Gaimard 1835) (syn. Saccostrea echinata)[1]
  - Crassostrea gasar (Dautzenberg 1891) – mangrove oyster[1]
  - †Crassostrea gigantissima (Finch 1824) – Giant fossil oyster
  - Crassostrea gigas (Thunberg 1793) (syn. C. talienwhanensis) – Pacific oyster[1]
  - Crassostrea glomerata (Gould 1850) – Auckland oyster
  - †Crassostrea gryphoides (Schlotheim 1813)
  - †Crassostrea hatcheri (Ihering 1899)
  - Crassostrea hongkongensis (Lam & Morton 2003)[1]
  - Crassostrea iredalei (Sacco 1932) – Faustino
  - †Crassostrea kawauchidensis (Tamura 1977)
  - Crassostrea margaritacea (Lamarck 1819) (syn. Striostrea margaritacea)[1]
  - Crassostrea nippona (Seki 1934)[1]
  - Crassostrea paraibanensis (Singarajah 1980)[1]
  - †Crassostrea patagonica (d'Orbigny 1842) (syn. Ostrea ferrarisi)
  - †Crassostrea raincourti (Deshayes 1858)
  - Crassostrea rhizophorae (Guilding 1828)[1]
  - Crassostrea rivularis (Gould 1861)[1]
  - Crassostrea sikamea (Amemiya 1928) – Kumamoto oyster[1]
  - †Crassostrea titan (Conrad 1853) (syn. Ostrea prior, O. andersoni)
  - †Crassostrea transitoria (Hupé 1854) (syn. Ostrea maxima)
  - Crassostrea tulipa (Lamarck 1819)[1]
  - Crassostrea virginica (Gmelin 1791) – Eastern oyster[1]